# Jean Abraham Chrétien Oudemans
Jean Abraham Chrétien Oudemans (Ámsterdam, 16 de diciembre de 1827 – Utrecht, 14 de diciembre de 1906) fue un astrónomo neerlandés, director del Observatorio de Utrecht desde 1875 a 1898.

## Biografía
Oudemans nace en Ámsterdam (Países Bajos) en 1827. Es hijo del poeta, profesor y filólogo Anthonie Cornelis Oudemans. Entra en la Universidad de Leiden al poco de cumplir los 16 años como estudiante del astrónomo Frederik Kaiser y se convierte en profesor de escuela secundaria en Leiden con sólo 19 años. En los seis años siguientes trabajó en su disertación sobre la determinación de la latitud de Leiden. Posteriormente estudiaría asteroides y estrellas variables, mientras espera obtener una posición académica.
Se casa con Pauline Adriana Verdam (hija de un conocido profesor de matemática) en 1856. Ese mismo año es nombrado profesor en la Universidad de Utrecht y se convierte en director de su observatorio por primera vez. Sin embargo, al año siguiente su interés se centra en la geografía y dimite de su puesto de profesor de astronomía para convertirse en Jefe de los Servicios Geográficos en las colonias de las Indias Orientales Neerlandesas. Trabajó en ello durante 18 años, publicando su trabajo sobre la triangulación de la isla de Java en seis libros.

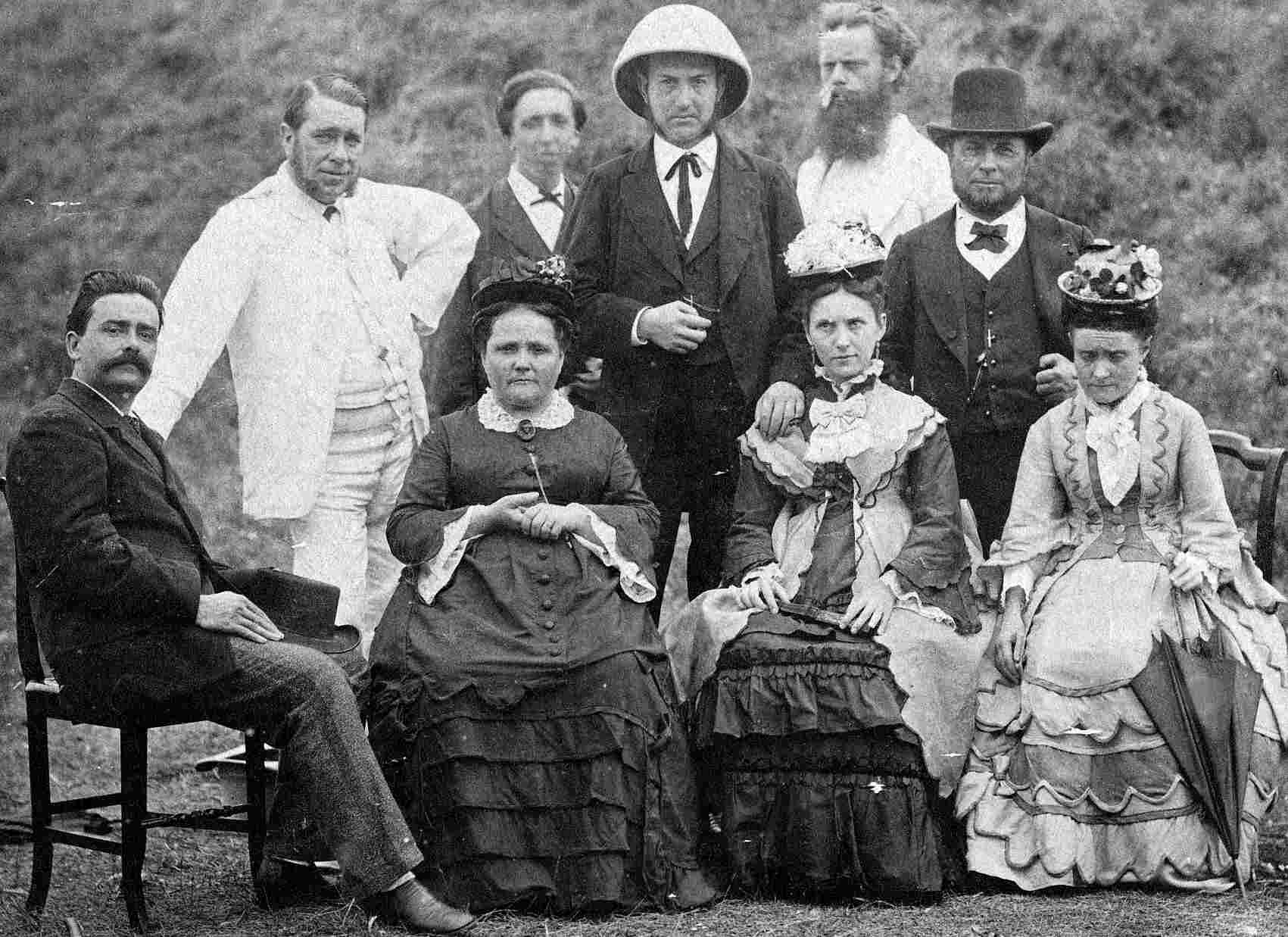
Expedición de Oudemans para observar el tránsito de Venus (fila atrás, de izq. a der.: Oudemans de pie, traje blanco, astrónomo Friedrich-Ernest van de Sande Bakhuyzen (1848-1918), NN con casco en el medio, el fotógrafo astronómico Pieter Jan Kaiser, dtor. del observatorio Gabriel Bridet Hilaire (1818-1896)) Reunión, 1874.

En 1874 observó el tránsito de Venus desde la isla de Reunión, aunque con malas condiciones meteorológicas y en 1875 de regreso a Europa se convierte por director del observatorio de Utrecht por segunda vez, manteniendo el puesto hasta 1898. En 1889 publicó un mapa de estrellas.
Uno de sus hijos fue Anthonie Cornelis Oudemans, uno de los fundadores de la criptozoología.

## Obra seleccionada
- Mémoire sur l’orbite de la Comète périodique, découverte par M. d’Arrest. 1854

- Zweijährige Beobachtungen der moisten jetzt bekannten veränderlichen Sterne (Observaciones de dos años de conocidas estrellas variables). 1856

- De Sterrenhemel. 4ª ed. 1884-1888, 2 vols.

- Ilmoe Alam, of Wereldbeschrijving voor de Inlandsche scholen. 1874-1885, 5 vols.

- Détermination, à Utrecht, de l’Azimut d’Amersfoort. 1881

- Die Triangulation van Java. 1874-1890

## Honores

### Epónimos
- El cráter Oudemans en la superficie de Marte

### Obituario
- AN 173(1906) 271 (en alemán)

- Datos: Q1366605
- Multimedia: Jean Abraham Chrétien Oudemans / Q1366605